# 岡熊臣
岡 熊臣（おか くまおみ、天明3年3月9日（1783年4月10日） - 嘉永4年8月6日（1851年9月1日））は、幕末に活躍した日本の国学者。石見国鹿足郡木部村（現・島根県鹿足郡津和野町）出身。

## 来歴
富長山八幡宮の神官・岡忠英の子として生まれる。本居宣長の影響を受け、村田春門の下で国学を学ぶ。1811年から神職自祭葬運動を展開した。1815年には家塾の桜蔭館を開いた。1849年、津和野藩校・養老館初代国学教師に就任。津和野国学隆盛の礎を築いた。
本居宣長と平田篤胤の思想を折衷し、独自の論考を構築した『千世の住処』、『古事記伝』を模した『日本書紀私伝』などの著書を著した。
1907年、従四位を追贈された。

## 主な著作
- 『日本書紀私伝』[注釈 1]
- 『学本論』
- 『兵制新書』
- 『千世の住処』
- 『読淫祀考』
- 『読淫祀論』
- 『農家童子訓』